# Władysław Glazór
Władysław Glazór (ur. 18 czerwca 1870 w Krośnie, zm. ?) – tytularny pułkownik Wojska Polskiego.

## Życiorys
Urodził się 18 czerwca lub 18 lipca 1870 w Krośnie. Był synem Jana i Albertyny z domu Bośniackiej. W 1888 ukończył VII klasę w C. K. Gimnazjum w Przemyślu.
Był oficerem cesarskiej i królewskiej armii. Został awansowany na stopień kapitana z dniem 1 maja 1908. W 1914 był oficerem 58 Pułku Piechoty Austro-Węgier ze Stanisławowa, służąc w IV batalionie detaszowanym w Fočy. Na początku 1917 był w stanie spoczynku.
Po zakończeniu I wojny światowej i odzyskaniu przez Polskę niepodległości 25 listopada 1918 został skierowany z Przemyśla do Sanoka, gdzie przejął komendę w powiecie od kpt. Antoniego Kurki. Dekretem Wodza Naczelnego Józefa Piłsudskiego z 19 lutego 1919 jako były oficer armii austro-węgierskiej został przyjęty do Wojska Polskiego z zatwierdzeniem posiadanego stopnia podpułkownika ze starszeństwem z dniem 1 lutego 1916 i rozkazem z tego samego dnia 19 lutego 1919 Szefa Sztabu Generalnego płk. Stanisława Hallera otrzymał przydział służbowy jako komendant powiatu Sanok od 1 listopada 1918. W 1919 w stopniu podpułkownika był kierownikiem referatu wyszkolenia w Oddziale I Mobilizacyjno-Organizacyjnym Dowództwa Okręgu Generalnego „Lwów”. 26 października 1923 Prezydent RP Stanisław Wojciechowski zatwierdził go w stopniu tytularnego pułkownika. Mieszkał we Lwowie.
20 lutego 1917 w Sanoku ożenił się z pochodzącą z Freistadt Karoliną Hell (ur. 1876), a świadkami na ich ślubie byli Stanisław Borowiczka i Jan Puzdrowski.
Został pochowany na Cmentarzu Obrońców Lwowa (kwatera XXIV, miejsce 2019).

## Odznaczenia
austro-węgierskie
- Brązowy Medal Jubileuszowy Pamiątkowy dla Sił Zbrojnych i Żandarmerii
- Krzyż Jubileuszowy Wojskowy
- Krzyż Pamiątkowy Mobilizacji 1912–1913